# Гришина, Оксана Юрьевна
Окса́на Ю́рьевна Гри́шина (27 ноября 1968, Белый Колодезь, Арсеньевский район, Тульская область, СССР) — российская велогонщица, серебряная призёрка Олимпийских игр. Заслуженный мастер спорта.

## Биография
На Олимпийских играх 1996 года Оксана Гришина заняла 5-е место в спринте. На следующей Олимпиаде она завоевала серебро в этой дисциплине, уступив в финале француженке Фелисии Балланже. В гите с места на 500 метров Гришина стала 15-й.
Трёхкратная бронзовая призёрка чемпионатов мира, четырёхкратная чемпионка России.
Работала тренером московского училища олимпийского резерва №2. С 2019 года на пенсии.

## Образование
Выпускница Смоленского государственного института физической культуры.